# Estancia

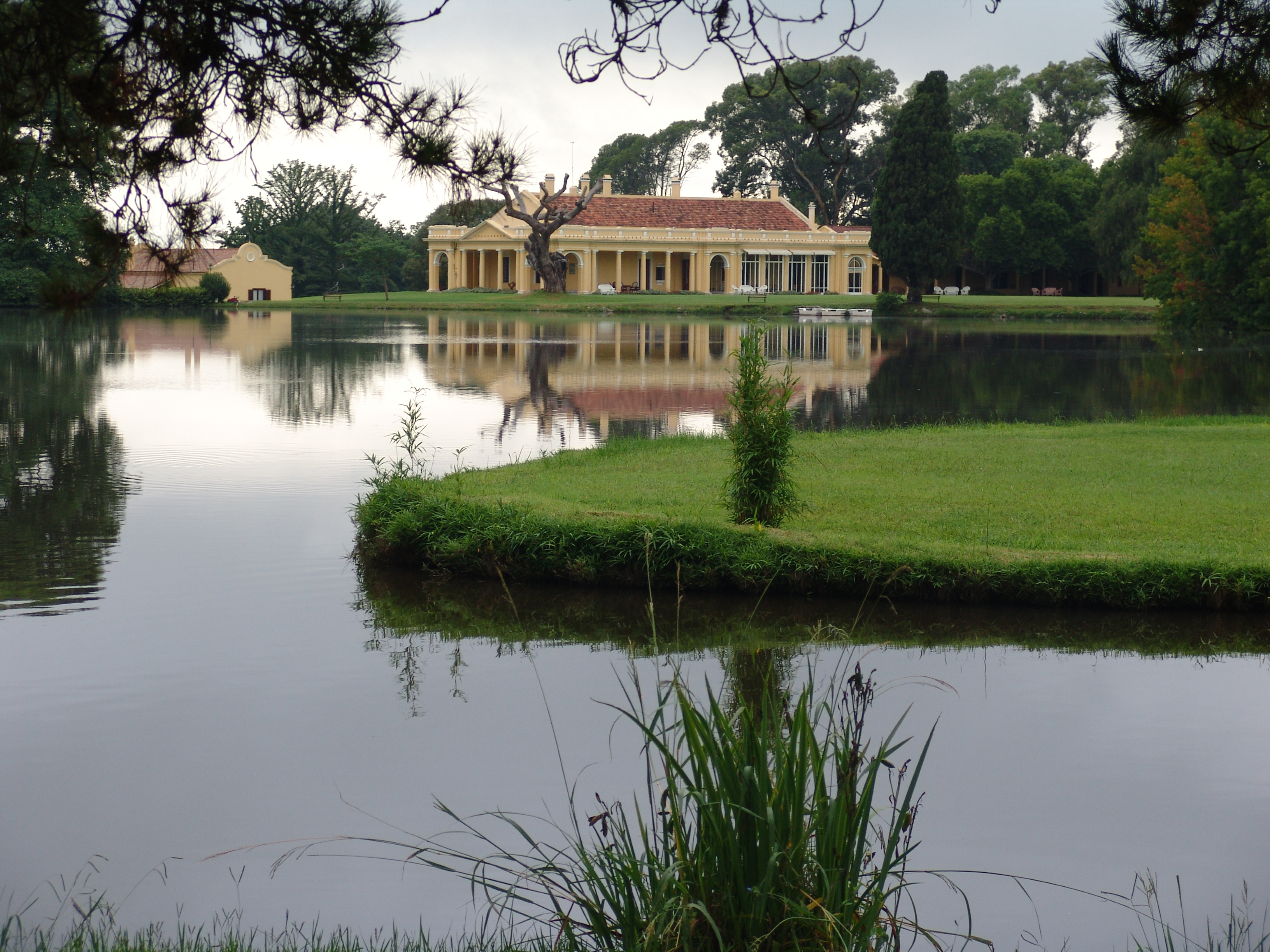
Lestancia La Paz, situada prop de Córdoba.

Una estancia és un gran establiment rural del Con Sud (la zona més austral del subcontinent sud-americà), especialment destinat a la ramaderia extensiva vacuna i ovina. És característic de l'estancia l'existència de "cascos", és a dir un centre edilici que inclou habitatges, graners, estables, cavallerissa, cellers, etc. En aquest aspecte, l'estancia del con sud és molt semblant a la hisenda mexicana o el ranxo de l'oest nord-americà. Durant la colonització espanyola es va denominar inicialment "estancia" el lloc que servia d'assentament per als conqueridors.

## Evolució històrica
Els primers conqueridors espanyols eren recompensats amb encomiendas i mercedes de tierras, i això facilitava la fundació d'alguna ciutat que perdurava als expedicionaris, ara veïns de la nova població. Van ser agraciats tant els acompanyants de Juan Núñez de Prado en la seva entrada al Tucumán que va tenir per corol·lari la fundació de Santiago del Estero, com els de don Pedro de Mendoza després de la fundació d'Asunción, com també els que van acompanyar Juan de Garay en les successives fundacions al llarg dels rius de la conca de la Plata, i que van protagonitzar fundacions al nord-oest argentí, regió que en aquells temps era coneguda com el Tucumán. Les mercedes de tierras eren de naturalesa variada i es denominaven suertes. Així, van existir suertes chácaras, després anomenades chacras, i suertes de estancias. Aquestes suertes eren concessions reials, ja que la terra dels Regnes d'Índies havien estat adjudicades al rei de Castella i als seus descendents —i no al Regne de Castella— pel tractat de Tordesillas. Els conqueridors i colonitzadors les rebien com a premi o pagament, i d'aquí prové el terme pagos, que després donarà nom a la regió en la qual s'assenten aquestes mercedes de tierras.
Les suertes de chacras es destinaven a l'agricultura, mentre que les suertes de estancias es destinaven a la ramaderia, raó per la qual sempre es procurava que les unes i les altres estiguessin dividides per cursos d'aigua que la hisenda difícilment pogués traslladar, i així s'evitava que els ramats trepitgessin els conreus.
A l'actual Província de Buenos Aires les estancias es van mantenir concentrades sobre la riba dels rius Paranà i de la Plata. Com la governació de la Nova Andalusia, adjudicada a don Pedro de Mendoza, s'estenia des de l'oceà Pacífic a l'Atlàntic, però cap al sud acabava en el paral·lel 35°S, les suertes de estancias adjudicades als primers pobladors de Buenos Aires no van passar d'aquest límit. Al sud d'aquest límit habitaven les tribus tehuelches o patagons i la governació d'aquestes terres, també d'oceà a oceà, en què es trobava la Trapalanda i la Ciudad de los Césares, van ser adjudicades al noble galaicoportuguès Simón de Alcazaba y Sotomayor.
No obstant això, l'avanç de tribus maputxes o araucanes sobre territori tehuelche posa en contacte castellans i maputxes, i aquest contacte no serà pacífic. Les autoritats virregnals disposen la creació d'una línia defensiva de fortins i cap a 1779 es funda el Fort de Chascomús, origen de Chascomús (Buenos Aires), ja al sud del paral·lel 35°S, i on ja hi havia establertes estancias pioneres que constituïen nuclis de població sedentària enmig de la immensitat de la Pampa.
Amb el temps, ha passat a designar un establiment rural d'hisendats i la finca o "casc" d'aquest establiment.
En el segle xvii el vocable estancia assenyalava importants extensions de terres concedides en propietat a un subjecte, una família o un orde religiós. Durant el segle xix algunes empreses també van començar a ser propietàries d'estancias. D'aquesta manera, estancia va passar a ser gairebé sinònim de latifundi a l'Argentina.
En el segle XXI l'estancia, tot i que encara conserva el tradicional significat de gran extensió de terra —sovint reduïda per les lleis d'herència (el factor més important de "democratització" de la terra)—, és vinculada a les millors produccions agroramaderes gràcies a les bones tradicions camperoles.

## Turisme d'estancias
A Argentina, el turisme rural d'estancias va començar l'estiu de 1967-68, a la Vall de Cholila, Chubut, Patagònia. Dins d'aquest turisme es poden trobar establiments de diferents categories que ofereixen, juntament amb l'allotjament, escola o pràctica de polo, caça, pesca, festa gaucha (dia de camp amb show folklòric i carreres de cuadreras o joc de canyes, etc.).